# کریم داهو
کریم داهو (انگلیسی: Karim Dahou؛ زادهٔ ۱۵ مهٔ ۱۹۸۲) بازیکن فوتبال اهل فرانسه است.
از باشگاه‌هایی که در آن بازی کرده‌است می‌توان به باشگاه فوتبال نیم المپیک، باشگاه فوتبال المپیک مارسی، و باشگاه فوتبال لوریان اشاره کرد.